# Rita Guerrero
Rita Marcela Guerrero Huerta (Guadalajara, Jalisco, 22 de mayo de 1964-Tlalpan, Ciudad de México, 11 de marzo de 2011), conocida como Rita Guerrero, fue una cantante mexicana. De 1988 a 2005, se desempeñó como vocalista del grupo Santa Sabina. Como intérprete, se especializó en los géneros de rock, música del barroco y música virreinal.

## Primeros años
Guerrero nació en la ciudad de Guadalajara, Jalisco en 1964, siendo la menor de una familia de once hermanos. Hija de Vicente Guerrero Santa Cruz y María Concepción Huerta Barrera. A su madre, Guerrero la definía como una mujer «grande» y «tradicional», mientras que su padre era un trompetista quien le enseñó nociones de guitarra, uno de sus hermanos le compró un piano para que ella lo aprendiera a tocar. Su padre falleció cuando Rita tenía nueve años; fue él quien despertaría en ella el gusto por las artes.
A los diez años comenzó su instrucción en el taller infantil de música del departamento de Bellas Artes de la Universidad de Guadalajara. Años más tarde en esa misma casa de estudios inició su formación como pianista, pero no la concluyó porque, a decir de ella misma, se encontraba en la adolescencia y estaba en «rebeldía». Intentó irse de la casa familiar a los 17 años, pero regresó por presión de su madre. A los veinte años de edad se trasladó sola a la Ciudad de México para ingresar en el Centro Universitario de Teatro (CUT) de la Universidad Nacional Autónoma de México (UNAM), donde estudió Actuación. En 1987 participó en la huelga estudiantil de la máxima casa de estudios mexicana y conoció ahí a Los Psicotrópicos, un grupo de jazz experimental. Con este grupo, Rita Guerrero participó en algunas actividades, por ejemplo, en conciertos de apoyo a los huelguistas universitarios.

## Carrera

### Santa Sabina
Rita Guerrero conoció al grupo de jazz Los Psicotrópicos en 1987, mientras musicalizaban una obra de teatro en donde ella actuaba. Este era un grupo formado por el tecladista Jacobo Lieberman, el bajo de Alfonso Figueroa, Pablo Valero en la guitarra y el baterista Patricio Iglesias; a ellos se añadió Guerrero como vocalista. Lieberman se separó de la agrupación en 1991, y su lugar lo tomó Juan Sebastián Lach, quien fue clave en la conformación del estilo musical de Santa Sabina, una combinación de influencias darkwave, roqueras y étnicas orientales con tendencia underground. La banda fue una de las más emblemáticas del rock mexicano durante la década de 1990, a cuya escena saltó en 1992 con la publicación de su disco Santa Sabina, producido por Discos Culebra, una disquera perteneciente al grupo BMG.[cita requerida]
Rita Guerrero se desempeñó principalmente como vocalista de la banda; sin embargo, se involucraba en la composición y en los arreglos, y aunque muchos de los temas eran de la autoría de los escritores Adriana Díaz Enciso y Jordi Soler, también hay algunos de su propia autoría.[cita requerida]

### Actuación
La formación histriónica de Guerrero concluyó en 1987, pero ya había participado en la telenovela Martín Garatuza, producida por Televisa en 1986, y en la cual interpretó a Blanca, una mujer casadera que es enclaustrada por su tío para despojarla de su herencia, y luego es acusada y torturada por la Santa Inquisición. En este proyecto televisivo compartiría créditos con la también cantante y actriz Cecilia Toussaint. Rita Guerrero decidió no volver a participar en telenovelas, pues creía que «encasilla a los actores». A partir de 1987 trabajó de manera independiente como actriz y asistente de dirección en algunas obras de teatro. En 1990, participó en una de las diez historias que integraron la cinta Ciudad de ciegos, filme de orientación izquierdista dirigido por Alberto Cortés. En la película —musicalizada por el conjunto formado por Santa Sabina, Saúl Hernández y el Sax, de Maldita Vecindad—, Guerrero encarna a Marisela, una joven que tiene una madre tan liberal que le permite tener relaciones sexuales con su novio en su recámara. En 1988 participó en la obra Vox thanathos, de David Hevia, con música original de Jacobo Lieberman. Este es el hito que marca el nacimiento de Santa Sabina, la banda de rock de influencias muy diversas con la que Rita Guerrero saltó a la fama.
En 1989, protagoniza el mediometraje "Samuel" para el CCC, corto de donde surge el fotograma que es la portada del primer disco homónimo de Santa Sabina.[cita requerida]
En 1991 protagoniza el mediometraje que fue la ópera prima de Daniel Gruener, "Amazonas", al lado de Roberto Sosa, Alberto Estrella y Darío T. Pie.[cita requerida]
En 1990 condujo el programa Águila o rock, que se transmitía por el Canal 11, en donde presentaba a las bandas de rock mexicano más relevantes del momento.[cita requerida]
En 1996, participó como conductora titular en un proyecto de divulgación científica para Canal 22, titulado La materia de los sueños. El tema principal era «Ajusco Nevado», interpretado por Santa Sabina.
También en el Canal 22 participó como conductora del programa Cultura en línea, de interés juvenil. En 2001 - 2002, actúa en la obra de teatro "La noche que raptaron a Epifanía, dirigida por Ana Francis Mor.
En 2002, actúa y canta al lado de la actriz Ofelia Medina en el espectáculo "Una tertulia musical en el convento", bajo la dirección de Alejandro Reza.[cita requerida]
En 2009, dirige y actúa el espectáculo "Llivre Vermell", con el Coro de la Universidad del Claustro de Sor Juana.
En 2010, dirige y actúa en el espectáculo "Música Divina Humanas Letras", juego teatral en torno a los villancicos de Sor Juana, con el Coro de la Universidad del Claustro y el Ensamble Galileo.[cita requerida]

## Enfermedad y muerte

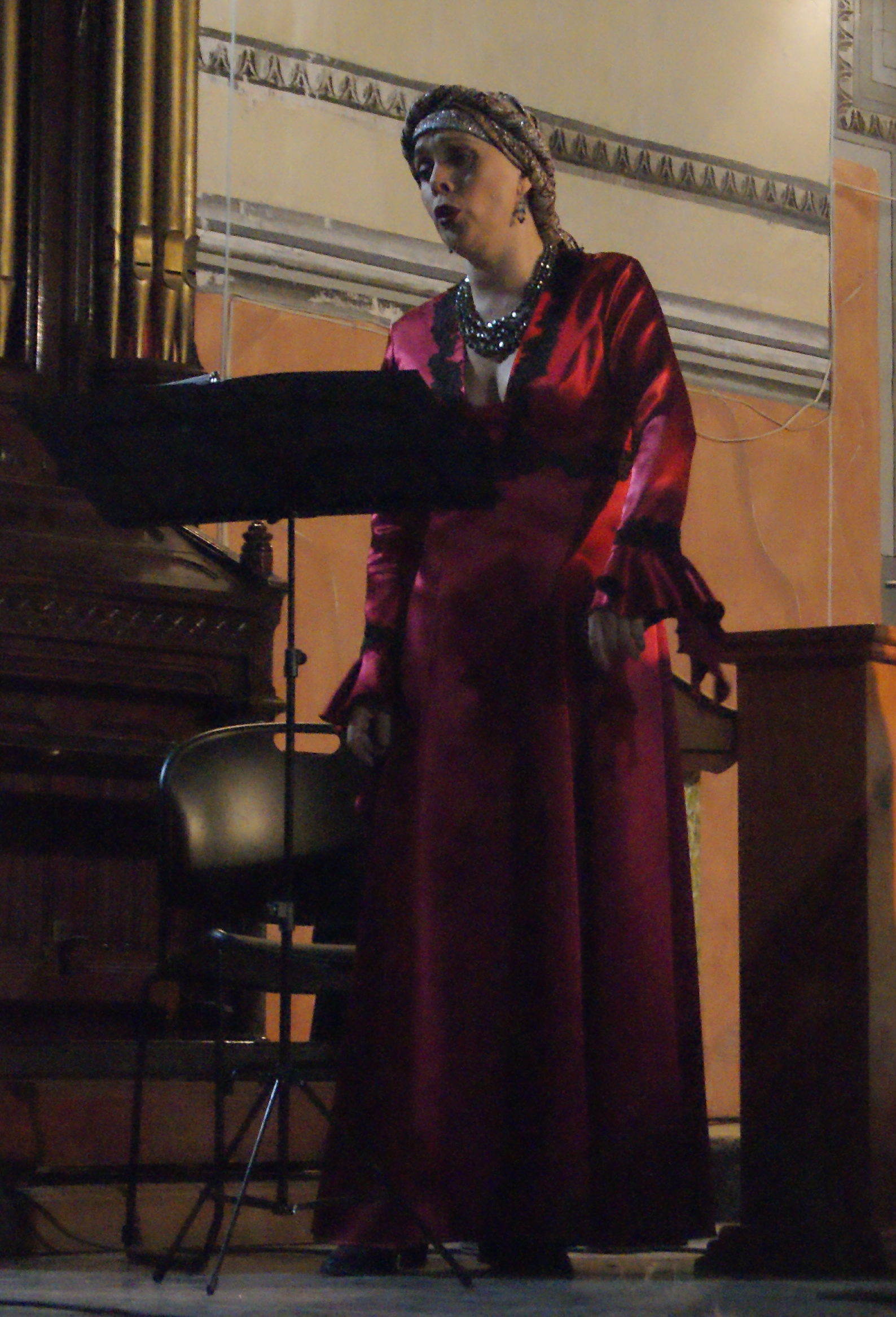
Guerrero durante una presentación, en 2010. Como se aprecia, utilizaba un turbante para cubrir su pérdida de cabello a consecuencia de su cáncer.

Desde febrero de 2010, Rita Guerrero inició su tratamiento contra el cáncer de mama en el Hospital General de México, amparada en el Seguro Popular, pero después optó por atenderse en otro establecimiento que incluía el uso de métodos alternativos. Úrsula Pruneda, Mariana Rodríguez, Juan Sebastián Lach, Aldo Max, Alfonso Figueroa y Alejandro Otaola anunciaron el 19 de octubre de 2010 que Guerrero padecía cáncer y que organizarían una colecta para apoyar sus gastos médicos. Al día siguiente, la cantante y actriz escribió en su espacio en Facebook que la situación no era «tan crítica» como se había supuesto a partir de las declaraciones de sus amigos que, preocupados por su salud física y emocional, estaban buscando una manera de apoyarla en tales momentos. A pesar de la enfermedad, Rita Guerrero continuó con sus proyectos musicales, incluido el Ensamble Galileo y la dirección del Coro de la Universidad del Claustro de Sor Juana.[cita requerida]
El 30 de octubre de 2010, varios roqueros y músicos amigos de Guerrero anunciaron que el 4 de diciembre de ese año llevarían a cabo un concierto en beneficio de la cantante. Los participantes en este conciero fueron Los Jaigüey, donde participan Alfonso Figueroa; Jaime López, Jorge Fratta, Alonso y José María Arreola; Monocordio; Alejandro Otaola, Iraida Noriega y Daniel Zlotnik, La Maldita Vecindad, La Lupita, Los músicos de José, Lo Blondo de Hello Seahorse! con algunos miembros de Zoé, Natalia Lafourcade, Julieta Venegas, Rubén Albarrán y Meme de Café Tacvba, El Jardín de las Delicias y el reencuentro de Santa Sabina, incluida la participación de Guerrero. El concierto se tituló Rita en el corazón, y se llevó a cabo en el Teatro de la Ciudad Esperanza Iris.
Rita Guerrero falleció el viernes 11 de marzo de 2011, a los 46 años de edad, como consecuencia del cáncer de mama, en el Instituto Nacional de Cancerología de México, ubicado en Tlalpan. La Universidad del Claustro de Sor Juana, de cuyo coro era directora, es el sitio donde se velaron sus restos y donde se realizó un homenaje póstumo en su memoria.

### Homenajes
El Coro del Claustro de Sor Juana, en honor a la artista, ha cambiado su nombre a «Coro virreinal Rita Guerrero».
En 2019, se estrenó Rita, el documental, un largometraje que relata su vida desde Guadalajara, su llegada a México, sus estudios en el CUT, su carrera en Santa Sabina y su trabajo en el Claustro. Fue producido por Arturo Díaz Santana y Aldo Max Rodríguez, con apoyo del Imcine y del CUEC. Presentó testimonios de su familia, amigos y colaboradores. Fue proyectado en el 33er. Festival Internacional de Cine de Guadalajara.

## Discografía

### Con Santa Sabina
En estudio
- 1992, Santa Sabina
- 1993, Símbolos
- 1995, Babel
- 1999, Mar adentro en la sangre
- 2002, Espiral

En vivo
- 1994, Concierto acústico
- 1994, De la Raza, Pa' la Raza acoplado en vivo
- 1996, MTV Unplugged
- 2004, XV aniversario en vivo

### Con Ensamble Galileo
- 2001, Todos los bienes del mundo con Ensamble Galileo.
- 2004, Una pieza de fuego con Ensamble Galileo.

### Como directora
- 2008, Coro de la Universidad del Claustro de Sor Juana.

### Acoplados
- 1991, Ciudad de Ciegos solista
- 2001, Mexican Divas Vol. 2 solista
- 2009, Yo nunca vi televisión Disco tributo a 31 minutos (Participación junto a Los músicos de José).

## Filmografía

### Cine
- 1990, Ciudad de ciegos
- 1992, La amazona cortometraje
- 2005, Todos son iguales documental

### Radionovelas
- 2000, La Fuga

### Televisión
- 1986, Martín Garatuza
- 1990, Águila o Rock, como presentadora
- 1996, La materia de los sueños, como presentadora
- 1998, América, como presentadora
- 2001, Cultura en línea, como presentadora
- 2001, El nuevo universo, como narradora

### Teatro
- 1987, América basada en la novela de Franz Kafka
- 1988, Vox Thanatos  de David Hevia
- 1990, La Toma del Balmori
- 2000, Monólogo con Farol
- 2002, Una Tertulia Musical en el Convento
- 2002, La Noche que Raptaron a Epifanía
- 2010, Una Noche de los Veintes